# Société de commerce néerlandaise

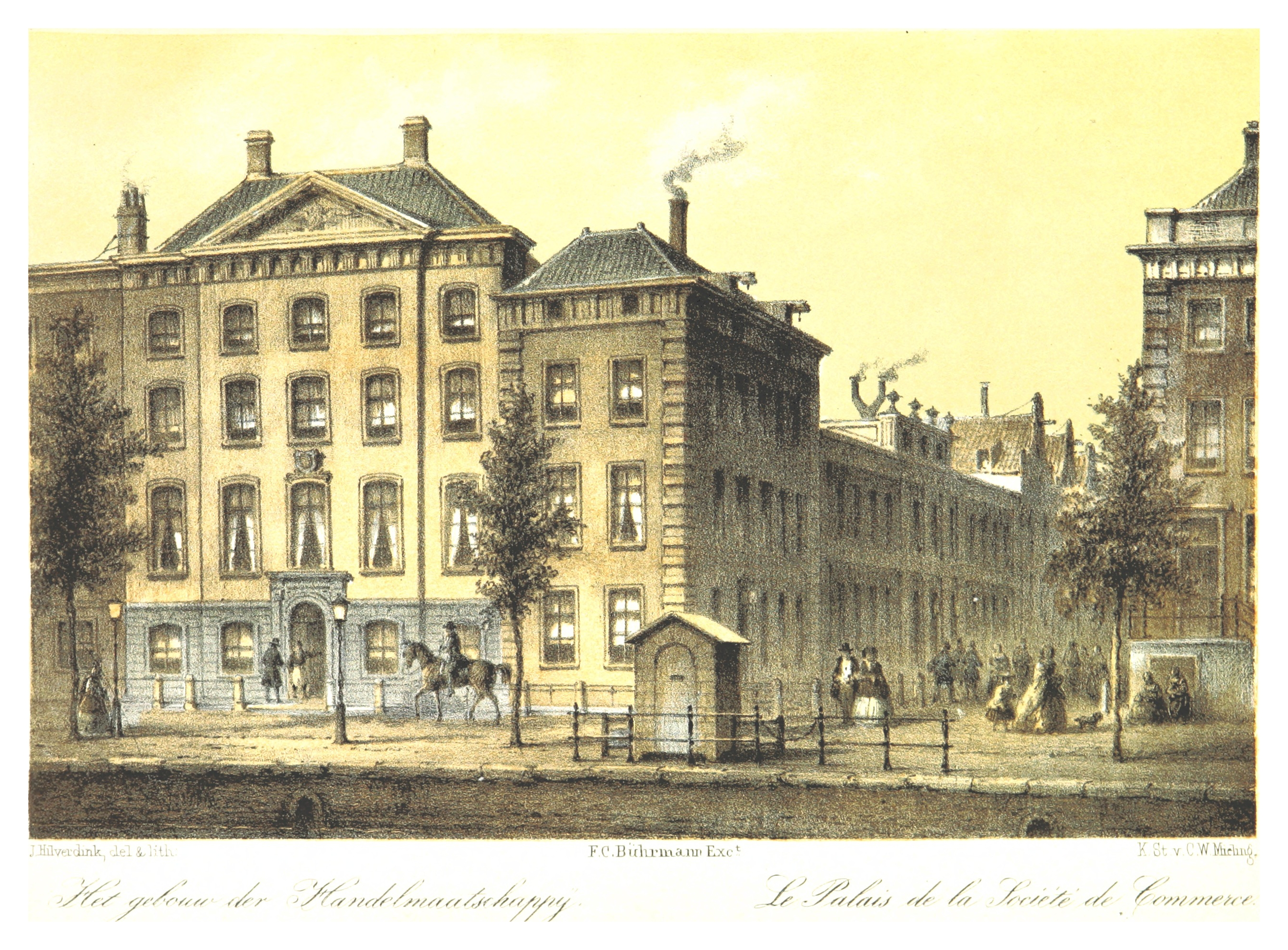
Le palais de la Société de commerce néerlandaise - Amsterdam, 1860

La Société de commerce néerlandaise (Nederlandsche Handel-Maatschappij en néerlandais) était une société commerciale et une banque hollandaise qui allait devenir l'un des ancêtres d'ABN AMRO.

## Histoire
- 1824 : Le Roi Willem I fonde la Nederlandsche Handel-Maatschappij (NHM) par arrêté royal pour rétablir le commerce entre les Pays-Bas et les Indes orientales néerlandaises.

- 1826 : La NHM ouvre un bureau à Batavia (Jakarta).

- 1858 : La NHM ouvre une succursale à Singapour.

- 1870 : La NHM prolonge ses activités pour inclure des opérations bancaires.

- 1888 : La NHM ouvre une succursale à Penang.

- 1889 : La NHM ouvre une succursale à Hong Kong.

- 1903 : La NHM ouvre une succursale à Shanghai.

- 1920 : Succursales ouvertes par NHM à Bombay (Mumbai) et Calcutta (Kolkata) principalement pour les affaires de diamant.

- 1926 : La NHM ouvre une succursale à Jeddah, Arabie saoudite. Connue plus tard sous le nom de Banque saoudienne Hollandi, c'était la première, et ce jusqu'à 1948, banque de commerce dans le royaume. La succursale servait à répondre aux besoins des musulmans indonésiens venant exécuter l'hadj, le pèlerinage à La Mecque.

- 1941 : La NHM ouvre une succursale à New York.

- 1948 : La NHM ouvre une succursale à Karachi qui deviendra la première banque étrangère à recevoir un permis d'opérations bancaires du nouveau gouvernement pakistanais.

- 1949 : La NHM acquis De Surinaamsche Bank (la banque du Suriname).

- 1951 : La NHM ouvre une succursale à Mombasa, (Kenya), et Dar es Salaam, (Tanganyika).

- 1954 : La NHM ouvre une succursale à Beyrouth, (Liban), et une autre à Kampala, (Ouganda).

- 1960 : Le gouvernement indonésien nationalise les activités locales de la NHM et forme une nouvelle banque, la Banque Ekspor Impor Indonésie.

- 1963 : NHM installe son siège en Malaisie à Kuala Lumpur.

- 1964 : NHM fusionne avec De Twentsche Bank pour former l'Algemene Bank Nederland (ABN).